# BMW i8
BMW i8 je suprotnost BMW i3 modela. i3 je namijenjen gradu i ima potpuno električni pogon dok je i8 sportski automobil za uživanje u sportskoj vožnji van grada. Uz 2 elektromotora i8 će imati i benzinski motor. .